# Ладановський Іван Семенович
Іва́н Семе́нович Ладановський (* 7 липня 1921), український військовий диригент, полковник, 1964 — заслужений діяч мистецтв УРСР.

## З життєпису
Вийшли друком його твори:
- «Духовий оркестр у клубі: короткі методичні поради керівникам самодіяльних духових оркестрів» — спільно з Я. Ф. Зиряновим, «Мистецтво», 1963, 1975.
- «Островський Аркадій Ілліч. Хай завжди буде сонце: інструм. для духового оркестру І. Ладановського», 1963,
- «Бальні танці: для духового оркестру», «Музична Україна», 1967,
- «Українські народні танці: для духового оркестру», «Музична Україна», 1969,
- «Нові марші та пісні: для духового оркестру», «Музична Україна», 1969,
- "Пісні воєнних днів: для співу (соло, дует, хор) з супроводом фортепіано (баяну), «Музична Україна», 1970
- «Олімпіада-80: спортивні марші та пісні», укладач, «Музична Україна», 1981
- «Грає духовий оркестр: пісні про комсомол», укладач, «Музична Україна», 1981
- «Марш-парад духового оркестру. Випуск 2» — укладач, «Музична Україна», 1985